# Gédéon Benoît
Gédéon de Benoît (deutsch historisch oft Gideon Benoit; † nach 1776) war ein preußischer Diplomat im Königreich Polen-Litauen, der von 1752 bis 1776 die Funktion eines Botschafters ausübte.

## Leben
Die Vorfahren des Gédéon Benoît kamen nach Aufhebung des Edikts von Nantes mit den Hugenotten nach Hessen.
Sein Vater Jacques de Benoit hatte zwei Söhne. Sein Bruder Franz Christian von Benoit († 17. Dezember 1812) wurde hannoverischer Ingenieur Oberstleutnant und erhielt 1768 in Hannover die Adelsbestätigung. Der hannoverische Generalmajor Gideon von Benoit war sein Neffe.
Seit 1748 weilte er im preußischen Auftrag in Warschau. 1752 wurde er zum Legationssekretär ernannt, erfüllte aber praktisch die Funktion des preußischen Residenten. Auch während des Siebenjährigen Krieges seit 1756 hielt er die diplomatischen Beziehungen zwischen Preußen und Polen-Litauen aufrecht. 1762 setzte der polnische König die Maitresse Henrietta Lullier auf ihn an.
1764 wurde Benoît offiziell zum preußischen Residenten in Warschau ernannt und unterstützte die Wahl des neuen Königs Stanisław II. August. 1766 wurde er in den Rang eines Legationsrats erhoben. In jenem Jahr war er beim Sejm anwesend, um die Forderungen der polnischen Protestanten nach Gleichberechtigung im Land zu unterstützen. Im November 1766 wurde er zum außerordentlichen Gesandten ernannt.
1772 unterschrieb Benoît als preußischer Vertreter den Vertrag über die Erste Teilung Polens. Mit dem russischen Botschafter unterrichtete er anschließend den polnischen Kanzler über die erfolgte Ratifizierung.
Der König muss mit ihm zufrieden gewesen sein, denn er belohnte ihn mit 10.000 Dukaten.
Am 19. Juli 1875 erhielt er den Titel Exzellenz. 1776 war er am Vertrag über die offizielle Grenzziehung zwischen Polen und Preußen beteiligt.
1796 wurde er als Mitglied des Domkapitel von Camin erwähnt.